# Phabricator
Phabricator é uma suite colaborativa de código aberto mantido pela Phacility, implementado em 2010 em PHP, para desenvolvimento de software e aplicações web de código aberto, que inclui: differential, revisor de código; diffusion, navegador de repositórios; herald, monitoramento de alterações; maniphest, gerenciador de erros (bug tracker); ferramenta de linha de comando; canais de chat; criação de wiki, gerenciamento de sprints semelhante ao Trello, e; wiki Phriction. Este integra-se ao Git, Mercurial, e Subversion SVN.
Phabricator foi originalmente desenvolvido como uma ferramenta interna da empresa Facebook, com o principal desenvolvedor Evan Priestley, que mudou para a empresa Phacility para dar continuidade a suite.

## Recursos
O Phabricator inclui ferramentas para:
- Revisão e auditoria do código-fonte.
- Armazenamento e organização de repositórios.
- Rastreamento de bugs.
- Gerenciamento de Projetos.
- Planejamento de tarefas.
- Tome nota.
- Desenvolvimento em grupo e privado com integração contínua.
- Comunicação com membros da equipe.

## Quem usa
Dentre as  empresas e desenvolvedores estão: Dropbox, UBER, Bloomberg, Haskell, Facebook, Instagram, Disqus, freeBSD, blender, Pinterest, khanacademy, asana, wikimedia, KDE.

## Como instalar

### Requerimentos de instalação
Phabricator é um aplicativo que usa o ocnjunto LAMP (Linux, Apache, MySQL, PHP). Para instalar é necessário ter:
- Um computador com uma distribuição Linux ou um sistema operacional semelhante.
- Um nome de domínio (pode ser phabricator.mycompany.com, phabricator.localhost).
- Apache com mod_php, ou nginx com php-fpm), ou outro servidor da web;
- PHP 5.2 ou superior (PHP 7 não é compatível);
- MySQL 5.5 ou superior, e;
- Git.

### Instalação de componentes necessários
Existem scripts de instalação disponíveis que permitem a instalação automática no sistema Linux Ubuntu ou um derivado do sistema Linux RedHat:
- Derivados de RedHat : install_rhel-derivs.sh
- Ubuntu : install_ubuntu.sh

Para configurar e instalar manualmente o Phabricator: Após configurar o LAMP, digite:

$ cd <algum lugar> / # <escolha algum diretório de instalação>

$ git clone https://github.com/phacility/libphutil.git

$ git clone https://github.com/phacility/arcanist.git

$ git clone https://github.com/phacility/phabricator.git

### Instalação opcional do APC
Como o Phabricator é implementado em PHP, funcionará mais rapidamente com o uso do APC (provavelmente será necessário instalar o "pcre-devel"):
sudo yum install pcre-devel
Existe duas opções. Instale o PECL:
sudo yum install php-pear sudo pecl install apc
Após a instalação, verifique sua disponibilidade:
 php -i | grep apc
Se não tiver resultado, adicione:
extension = apc.so
em "/etc/php.d/apc.ini" ou o arquivo "php.ini" indicado por "php -i".

## Usuários
Alguns dos usuários do Phabricator são:
| - Blender - Bloomberg - deviantART - Dropbox - Enlightenment gerenciador de janelas - Facebook | - FreeBSD - Khan Academy - LLVM - MemSQL - Pinterest - Quora - Wikipedia |